# Campo Archimede
«Questo libro è dedicato, con riconoscenza, a John Sladek e a Thomas Mann, due eccellenti scrittori.»
Campo Archimede (Camp Concentration) è un romanzo di fantascienza del 1968 dello scrittore statunitense Thomas M. Disch.

## Trama
In un futuro non molto lontano, USA e URSS combattono una guerra senza esclusione di colpi, comprese le armi batteriologiche.
Louis Sacchetti, un poeta renitente alla leva, è rinchiuso in un carcere. Ben presto viene trasferito in una installazione sotterranea di una misteriosa organizzazione, chiamata Campo Archimede, dove trova altri dissidenti. Relativamente più liberi che in carcere, sono tutti "cavie" di un esperimento segreto, sotto la direzione del generale Haast.
Tra questi detenuti Sacchetti incontra Mordecai Washington, con cui ha numerose conversazioni. Sacchetti viene informato che i carcerati sono stati infettati con la "pallidina", una mutazione del batterio della sifilide, capace di aumentare l'intelligenza a dismisura, ma che porta rapidamente alla morte. L'organizzazione, e Haast in particolare, sperano che tale aumento delle capacità intellettive possa essere un vantaggio per la nazione.
Oltre al generale, alle guardie e ai detenuti, nel campo opera anche la dottoressa Busk, psicologa, che proviene dal corpo femminile dell'esercito.
Durante un importante esperimento Mordecai, ormai molto malandato, muore. La dottoressa Busk, che a differenza del generale era scettica sul risultato, se ne va.
Sacchetti scopre che anche lui è stato infettato, e avrà lo stesso destino degli altri. Scomparsi i primi compagni, arriva Skilliman, una specie di consulente scientifico del governo in disgrazia, con alcuni studenti al suo seguito, tutti "faustianamente" contagiati per loro volontà, per amore della conoscenza.
Man mano che la salute di Sacchetti peggiora, si scopre dalle notizie che arrivano da TV e giornali che il contagio con la pallidina è uscito dal campo e sta invadendo tutto il mondo. A quanto pare la dott.a Busk ha portato fuori e ha diffuso il germe.
Skilliman ormai odia Sacchetti, è timoroso della sua influenza sui suoi studenti e lo accusa di ammutinamento davanti a Haast, suggerendogli di portarlo, ormai cieco, fuori dal campo e ucciderlo, con la scusa che stava tentando di fuggire. Tutti salgono all'aperto e Sacchetti comunque è felice di poter respirare l'aria pura ancora una volta.
Invece Haast uccide Skilliman, che non ha avuto il coraggio di uccidere Sacchetti e Sacchetti scopre che Haast è in realtà Mordecai, in seguito a un trasferimento di personalità realizzato grazie a un "reciprocatore mentale" ideato dai detenuti superintelligenti.
Ora i "superuomini" possono dedicarsi alla ricerca di una cura per l'epidemia.

## Personaggi
- Louis Sacchetti: protagonista e narratore
- Mordecai Washington, detenuto
- generale Haast, direttore di Campo Archimede
- dottoressa Busk, psicologa del campo
- Skilliman, scienziato volontario nel campo

## Struttura, stile e altre note
Il romanzo è diviso in due libri, ambedue in forma di diario: nel primo le note hanno una data, nel secondo invece, oltre a un breve prologo alquanto "confuso" (lo stesso autore inserisce una "nota dell'editore"), sono numerate da 1 a 100.
Il climax del racconto si ha nella nota 94 del secondo libro; le note successive contengono la spiegazione e il "lieto fine".
Il libro inizia con una dedica a John Sladek e a Thomas Mann, e con versi di John Bunyan tratti dal Pilgrim's Progress.
Nella descrizione dello svolgersi dell'epidemia negli Stati Uniti vi è una curiosa premonizione dell'epidemia di AIDS che avvenne anni dopo con modalità abbastanza simili.

## Edizioni
- Thomas M. Disch, Camp Concentration, Rupert Hart-Davis, 1968,  p. 177.

- Thomas M. Disch, Campo Archimede, traduzione di Gian Paolo Cossato e Sandro Sandrelli  (anche presentazione), collana Galassia nº 160, e collana Bigalassia nº 16, La Tribuna, 1972.

- Thomas M. Disch, Campo Archimede, traduzione di Gian Paolo Cossato e Sandro Sandrelli, collana Classici Urania nº 147, Arnoldo Mondadori Editore, 1989.